# Podzamek

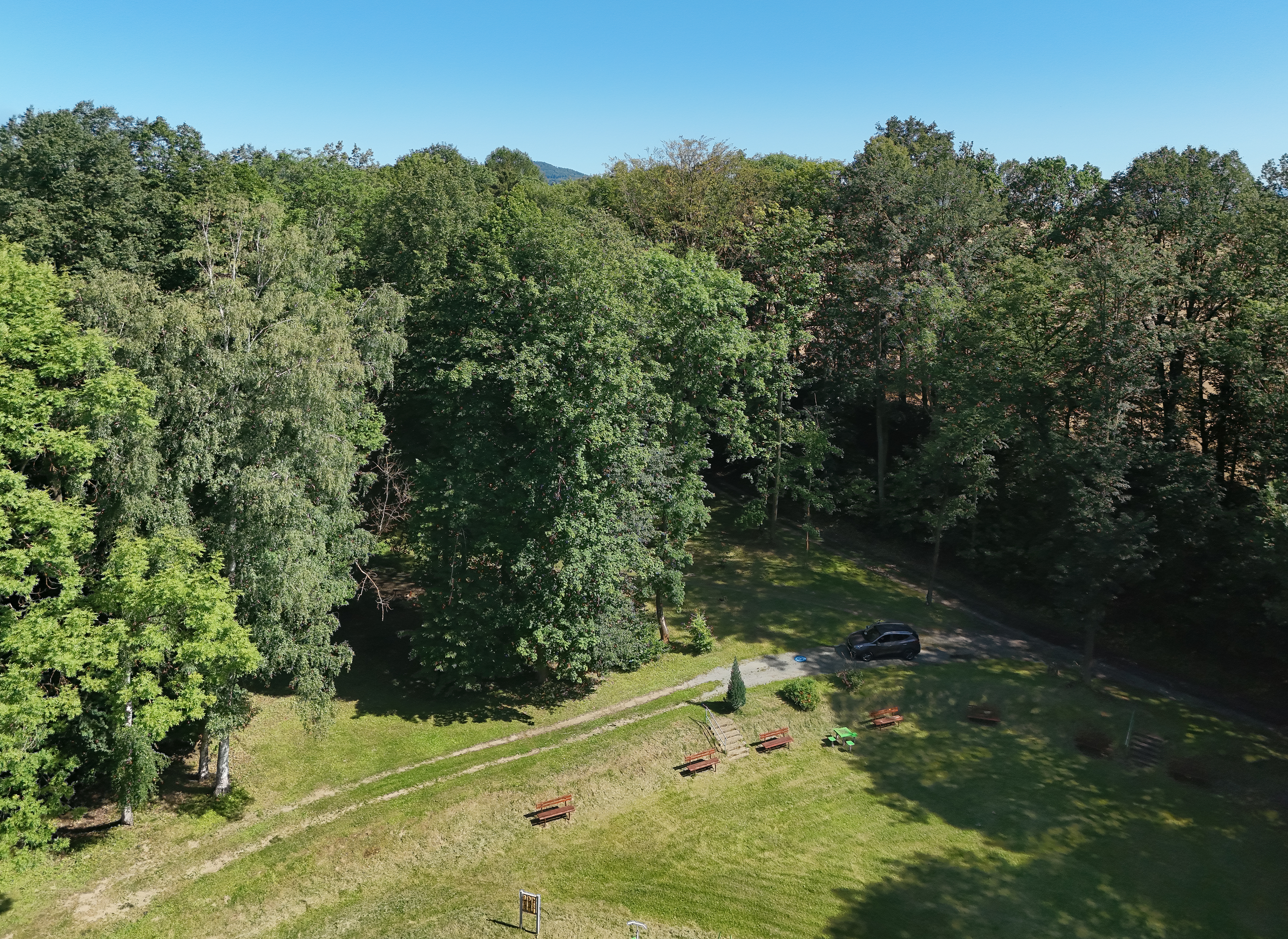
Zabytkowy park w Podzamku

Podzamek (niem. Neudeck) – wieś w Polsce położona w województwie dolnośląskim, w powiecie kłodzkim, w gminie Kłodzko, położona przy szosie Kłodzko – Złoty Stok poniżej Przełęczy Kłodzkiej. 

## Położenie
Podzamek to niewielka wieś o długości około 2 km leżąca w Górach Bardzkich, na południowych zboczach Grzbietu Wschodniego, na zachód od Przełęczy Kłodzkiej, na wysokości około 400–460 m n.p.m.

## Podział administracyjny
W latach 1975–1998 miejscowość administracyjnie należała do województwa wałbrzyskiego.

## Historia
Podczas badań archeologicznych przeprowadzonych jeszcze przed II wojną światową odkryto tutaj przedmioty z okresu neolitu. Niedaleko wsi znajdował się też gród obronny strzegący drogi przez Przełęcz Kłodzką.
Podzamek powstał w pierwszej połowie XIII wieku, w 1375 r. powstało tutaj wolne sędziostwo. W 1388 r. miejscowość wraz z przyległymi terenami zakupili augustianie z Kłodzka. W połowie XVI wieku we wsi zbudowano okazały dwór z kaplicą, który służył zakonnikom jako letnia rezydencja. W 1554 r. wieś została kupiona przez kanclerza Hrabstwa kłodzkiego Heinricha von Regnera, który pozostał jej właścicielem przez dwadzieścia lat. Podczas wojny trzydziestoletniej (1618–1648) Podzamek został skonfiskowany na rzecz kamery śląskiej, ponieważ jego właściciel w czasie walk opowiedział się po stronie protestantów. W 1747 r. właścicielem był hrabia von Götz. W połowie XVIII wieku we wsi istniały dwa folwarki: Hain i Bożywojów. W 1807 r. kiedy wojska francuskie oblegały twierdzę kłodzką w sąsiedztwie Podzamka miała miejsce bitwa z wojskami pruskimi, które bezskutecznie próbowały przebić się w kierunku Przełęczy Kłodzkiej. W 1896 r. dwór w Podzamku przebudowano na okazały pałac. Na początku XX wieku w sąsiedztwie wsi powstało kilka kamieniołomów, ale po 1945 r. zaniechano ich eksploatacji.
W 1978 r. w miejscowości było 41 gospodarstw rolnych, w 1988 r. pozostało ich zaledwie 13.

## Bożywojów (Kaltvorverk)
Na wschód od wsi w pobliżu Przełęczy Kłodzkiej znajduje się dawny folwark Bożywojów (niem. Kaltvorverk). Zabudowania folwarku powstały na początku XIX w. W 1825 stanowiły własność hr. von Pfeila, a w 1840 Stockhausena, mieszkał w nim Ernst Baumgart. W folwarku hodowano merynosy. W latach 40. XX w., około 100 metrów na zachód od folwarku wybudowano dom mieszkalny.

## Zabytki
Według rejestru zabytków Narodowego Instytutu Dziedzictwa na listę zabytków wpisany jest obiekt:
- Zespół pałacowy z XVI wieku
  - pałac z połowy XVI wieku, przebudowany w XVIII wieku i w 1896 roku,
  - park.

Inne zabytki:
- barokowe mauzoleum hrabiego Oscara von Strachvitza i jego żony Jadwigi położone na skraju parku[5].
- w parku pałacowym rośnie trzystuletnia lipa drobnolistna o wysokości około 23 m i obwodzie pnia około 3,3 m, będąca pomnikiem przyrody[1].